# Pope, Tutin
Pope (izvirno srbsko Попе) je naselje v Srbiji, ki upravno spada pod Občino Tutin; slednja pa je del Raškega upravnega okraja.

## Demografija
V naselju živi 65 polnoletnih prebivalcev, pri čemer je njihova povprečna starost 40,2 let (40,6 pri moških in 39,7 pri ženskah). Naselje ima 20 gospodinjstev, pri čemer je povprečno število članov na gospodinjstvo 3,95.
Prebivalstvo je večinoma nehomogeno.
|  |

| Demografija | Demografija     | Demografija     |
| Leto        | Št. prebivalcev | Št. prebivalcev |
| ----------- | --------------- | --------------- |
|             |                 |                 |
|             |                 |                 |
|             |                 |                 |
|             |                 |                 |
| 1948        | 296             |                 |
| 1953        | 335             |                 |
| 1961        | 305             |                 |
| 1971        | 252             |                 |
| 1981        | 127             |                 |
| 1991        | 106             | 106             |
| 2002        | 79              | 79              |
|             |                 |                 |

| Etnična sestava po popisu iz leta 2002 | Etnična sestava po popisu iz leta 2002 | Etnična sestava po popisu iz leta 2002 | Etnična sestava po popisu iz leta 2002 | Etnična sestava po popisu iz leta 2002 |
| -------------------------------------- | -------------------------------------- | -------------------------------------- | -------------------------------------- | -------------------------------------- |
| Srbi                                   | Srbi                                   |                                        | 43                                     | 54,43%                                 |
| Bošnjaki                               | Bošnjaki                               |                                        | 36                                     | 45,56%                                 |
| Neznano                                | Neznano                                |                                        | 0                                      | 0,0%                                   |